# La Lucha San Marcos
La Lucha San Marcos är en ort i Mexiko.   Den ligger i kommunen Bella Vista och delstaten Chiapas, i den sydöstra delen av landet, 900 km sydost om huvudstaden Mexico City. La Lucha San Marcos ligger 1 452 meter över havet och antalet invånare är 121.
Terrängen runt La Lucha San Marcos är bergig norrut, men söderut är den kuperad. Runt La Lucha San Marcos är det ganska tätbefolkat, med 80 invånare per kvadratkilometer. Närmaste större samhälle är Frontera Comalapa, 13,1 km nordost om La Lucha San Marcos. I omgivningarna runt La Lucha San Marcos växer huvudsakligen savannskog.